# Petite tache rouge tropicale sud

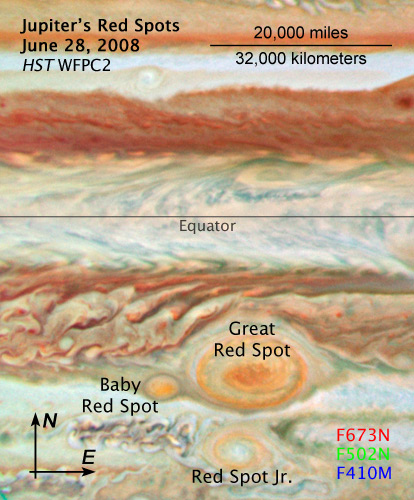
La petite tache rouge à l'ouest de la Grande Tache rouge le 28 juin 2008.
Ovale BA (Red Spot Jr.) est plus au sud.

La petite tache rouge tropicale sud est un anticyclone de l'atmosphère de Jupiter, surnommé « Baby Red Spot », qui a été absorbé en 2008 par la Grande Tache rouge,.
Se présentant à l'origine comme une tache blanche sur les images Hubble, l'anticyclone a viré au rouge en mai 2008 selon des observations conduites par Imke de Pater de l'université de Californie à Berkeley. La petite tache rouge entre en collision avec la Grande Tache rouge de fin juin à début juillet 2008, ses derniers lambeaux disparaissent avant août. L'ovale BA est à proximité au moment de la collision mais ne joue apparemment aucun rôle dans la destruction de la petite tache rouge.